# Agelas repens
Agelas repens är en svampdjursart som beskrevs av Marcus Lehnert och van Soest 1998. Agelas repens ingår i släktet Agelas och familjen Agelasidae.
Artens utbredningsområde är Jamaica. Inga underarter finns listade i Catalogue of Life.